# Xylophanes bilineata
Xylophanes bilineata là một loài bướm đêm thuộc họ Sphingidae. Nó được tìm thấy ở Peru.
Sải cánh dài 74–78 mm. Nó giống với Xylophanes fassli.
Cá thể trưởng thành có lẽ mọc cánh quanh năm.
Ấu trùng có lẽ ăn các loài Psychotria panamensis, Psychotria nervosa và Pavonia guanacastensis.